# 秋山吉五郎
秋山 吉五郎（あきやま よしごろう）は、日本の金魚養殖家・金魚商。初代・秋山吉五郎と、その後継者二代目・秋山吉五郎がいる。
- 初代・秋山吉五郎(1868年10月23日 - 1929年)は、「朱文金（シュブンキン）」、「秋錦（シュウキン）」、「キャリコ琉金（キャリコリュウキン）」、「金蘭子（キンランシ）」などを作出した。明治39年（1906年）に鏡鯉×浅黄を掛け合わせ「秋翠」を作出。
- 二代目・秋山吉五郎は、「江戸錦（エドニシキ）」、「京錦（キョウニシキ）」などを作出した[1][2]。